# Vincenz Ludwig Ostry

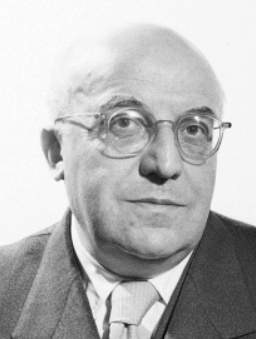
Vincenz Ludwig Ostry 1954

Vincenz Ludwig Ostry (* 19. Juli 1897 in Wien; † 28. November 1977 ebenda) war ein österreichischer Journalist.

## Leben
Ostry, aus einer monarchistischen Familie stammend, war durch die Tätigkeit sowie das Wollen seines Vaters, Beamter in der Österreichisch-Ungarischen Bank, in seiner unmittelbaren Berufswahl festgelegt: Nach der Schulzeit begann er eine Bankkaufmannslehre und arbeitete, nach dem Ende der k.u.k-Monarchie, von 1919 bis 1923 als Bankbeamter. Parallel zu seiner Bankkarriere studierte Ostry Rechts- und Staatswissenschaften an der Universität Wien, belegte Fächer an der Exportakademie, der heutigen Wirtschaftsuniversität, und arbeitete schon als Schüler und Student bei diversen Zeitungen und Zeitschriften.
Ab dem Jahre 1923 war er zunächst beim Blatt Die neue Wirtschaft beschäftigt. Seinen journalistischen Karrieresprung machte er dann beim Wiener Montagblatt Der Morgen, wo er von 1924 bis 1934 als Redakteur arbeitete. Gemäß Erfahrung und Ausbildung kümmerte er sich zunächst um den Finanz- und Handelsteil, mit der Zeit kam Ostry zum politischen Teil der Zeitung. Da gehörte er auch schon zum Team von Der Wiener Tag, dessen Chefredakteur des politischen Teils er von 1934 bis 1938 wurde. Im März 1938 wurde er von den nationalsozialistischen Machthabern fristlos entlassen und umgehend bei der Gestapo Wien in Schutzhaft genommen. Bis September 1938 blieb er in Schutzhaft, danach wurde er ins KZ Buchenwald überstellt, von wo er im April 1939 nach Wien zurückkehrte. Bis zum Kriegsende verdingte sich Ostry seinen Lebensunterhalt als Vertreter und Rechercheur bei einer Handelsauskunftei und danach als Angestellter beim Compass Verlag.
Ab Mai 1945 war er Leiter der Nachrichtenabteilung der Radio Verkehrs AG (RAVAG), im Juli desselben Jahres auch Außenpolitik-Redakteur bei der Tageszeitung Neues Österreich. 1945 wurde er Pressereferent im
Unterrichtsministerium bei Bundesminister Ernst Fischer. Die nächste Sprosse auf der Karriereleiter erklomm Ostry im September 1946, als er zum Chefredakteur der Austria Presse Agentur (APA) ernannt wurde, eine Position, die er bis zum Jahre 1950 bekleidete.
Ostry war in der Zeit von 1950 bis 1954 politischer Direktor der Sendergruppe Rot-Weiß-Rot, zu deren Programm er die Serie Zur Weltlage spricht Prof. Vincenz Ludwig Ostry beitrug. Ab 1957 war er Konsulent im Bundespressedienst, 1959 wurde er Leiter des Presse- und Informationsdienstes der in der Präsidentschaftskanzlei unter Bundespräsident Adolf Schärf und, 1965 bis zu seiner Pensionierung 1966, Franz Jonas.
Am 3. Dezember 1965 erhielt Vincenz Ludwig Ostry, 1946 bis 1959 Präsident der Journalistengewerkschaft sowie ab 16. November 1958 erster Generalsekretär des Presseclub Concordia, den (1962 ins Leben gerufenen) Ehrenring „optik-orbis“.
Ostry wurde am Grinzinger Friedhof in einem ehrenhalber gewidmeten Grab beerdigt (Grabstelle: Gruppe 20, Reihe 4, Nummer 11).

## Werke
- Gedenkmarke Bundespräsident D. Adolf Schärf. Österr. Staatsdruckerei, Wien 1965, OBV.
- Der mächtigste Mann der Erde. Die USA wählen am 5. November 1968 ihren Präsidenten. Europa-Verlag, Wien (u. a.) 1968, OBV.

## Auszeichnungen, Ehrungen, Preise
- 1947 Berufstitel Professor[8]
- 1950 Silbernes Ehrenzeichen des Österreichischen Gewerkschaftsbundes[13]
- 1960 Ritter des königlich schwedischen Nordstern-Ordens
- 1960 Kommandeur des finnischen Löwen-Ordens
- 1961 Preis der Stadt Wien für Publizistik[14]
- 1961 Kommandeur des königlich schwedischen Nordstern-Ordens
- 1962 Großes Verdienstkreuz des deutschen Verdienstordens
- 1963 Berufstitel Hofrat[8]
- 1963 Kommandeur des königlich dänischen Dannebrogordens
- 1963 Goldene Ehrennadel der österreichischen Liga für die Vereinten Nationen
- 1964 Österreichische Olympia-Medaille
- 1964 Kommandeur des königlich norwegischen Sankt-Olav-Ordens
- 1965 Großoffizier des thailändischen Kronen-Ordens
- 1965 WIPA Medaille in Gold „Pro Merito“
- Kommandeur des liberianischen Ordens Stern von Afrika
- Kommandeur des iranischen Tadj-Ordens